# Paranemastoma aurosum
Espèce
Synonymes
- Nemastoma aurosum Koch, 1869

Paranemastoma aurosum est une espèce d'opilions dyspnois de la famille des Nemastomatidae.

## Distribution
Cette espèce est endémique de Grèce.

## Description
Paranemastoma aurosum mesure de 4 à 5 mm.

## Systématique et taxinomie
Cette espèce a été décrite sous le protonyme Nemastoma aurosum par Koch en 1869. Elle est considérée comme une sous-espèce de Nemastoma quadripunctatum par Roewer en 1914. Elle est élevée au rang d'espèce par Hadži en 1973. Elle est placée dans le genre Paranemastoma par Novak en 2005.

## Publication originale
- Koch, 1869 : « Beitrag zur Kenntniss der Arachnidenfauna Tirols. » Zeitschrift des Ferdinandeums für Tirol und Vorarlberg, sér. 3, vol. 14, p. 149-206.